# Sreser
Sreser je malá vesnice v opčině Janjina v Chorvatsku, v Dubrovnicko-neretvanské župě. V roce 2011 zde žilo 192 obyvatel. Vesnice je situována na severním pobřeží poloostrova Pelješac 3 km severovýchodně od Janjiny. V obci je mnoho archeologických nálezů z římských dob.

## Pamětihodnosti
Hlavní památkou obce je gotický kostel Panny Marie.

## Moře a pláže
Moře Sreseru velmi čisté, poblíž se nachází ostrovy Gospin Školj, Strednjak a Goljak. Na ostrově Gospin Školj je socha Panny Marie. Pláže jsou převáženě oblázkové a písečné. Přes záliv je vidět poloostrov Klek, Neum a Ploče.

## Galerie

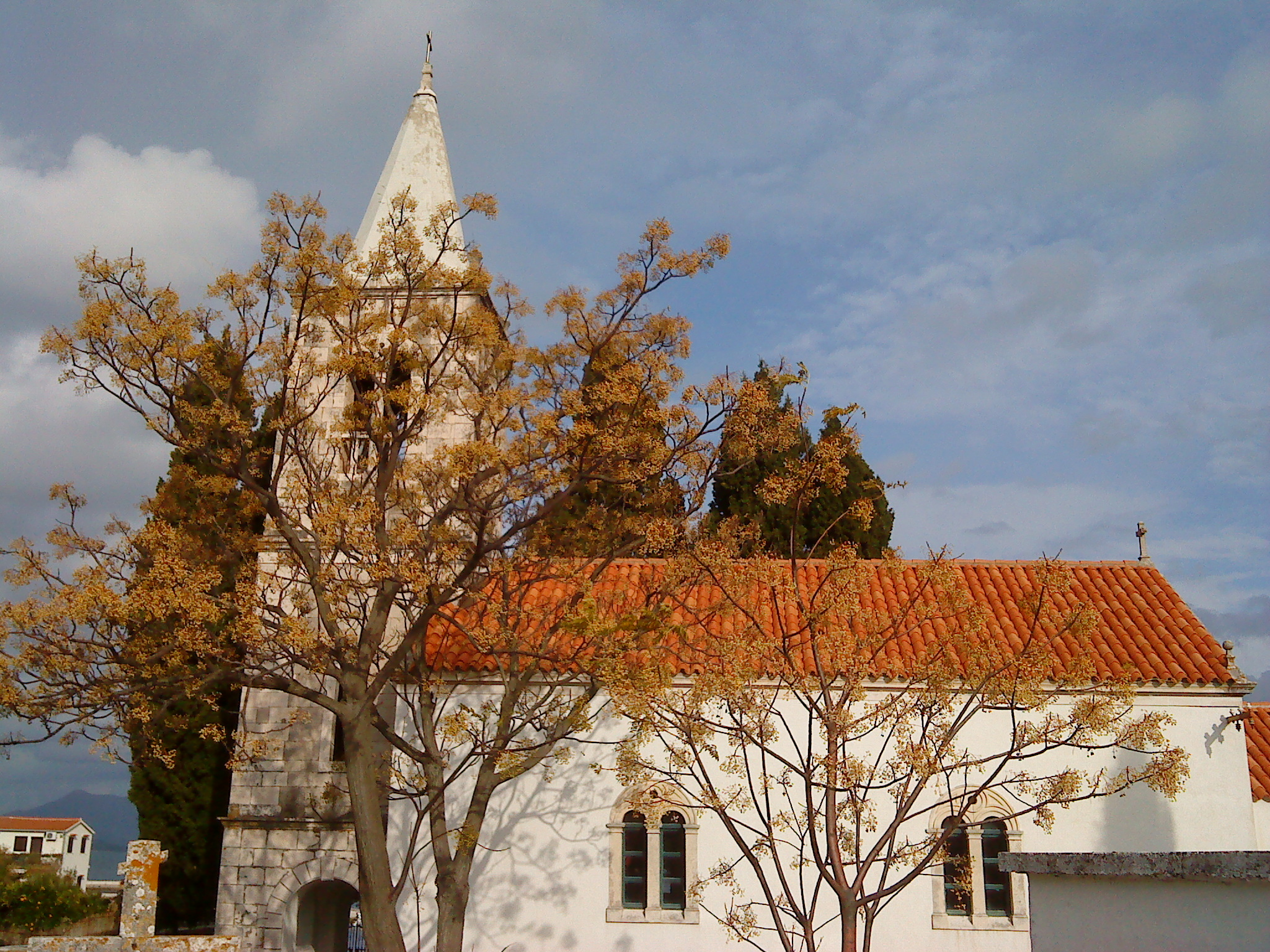
Kostel Panny Marie - Crkva Male Gospe
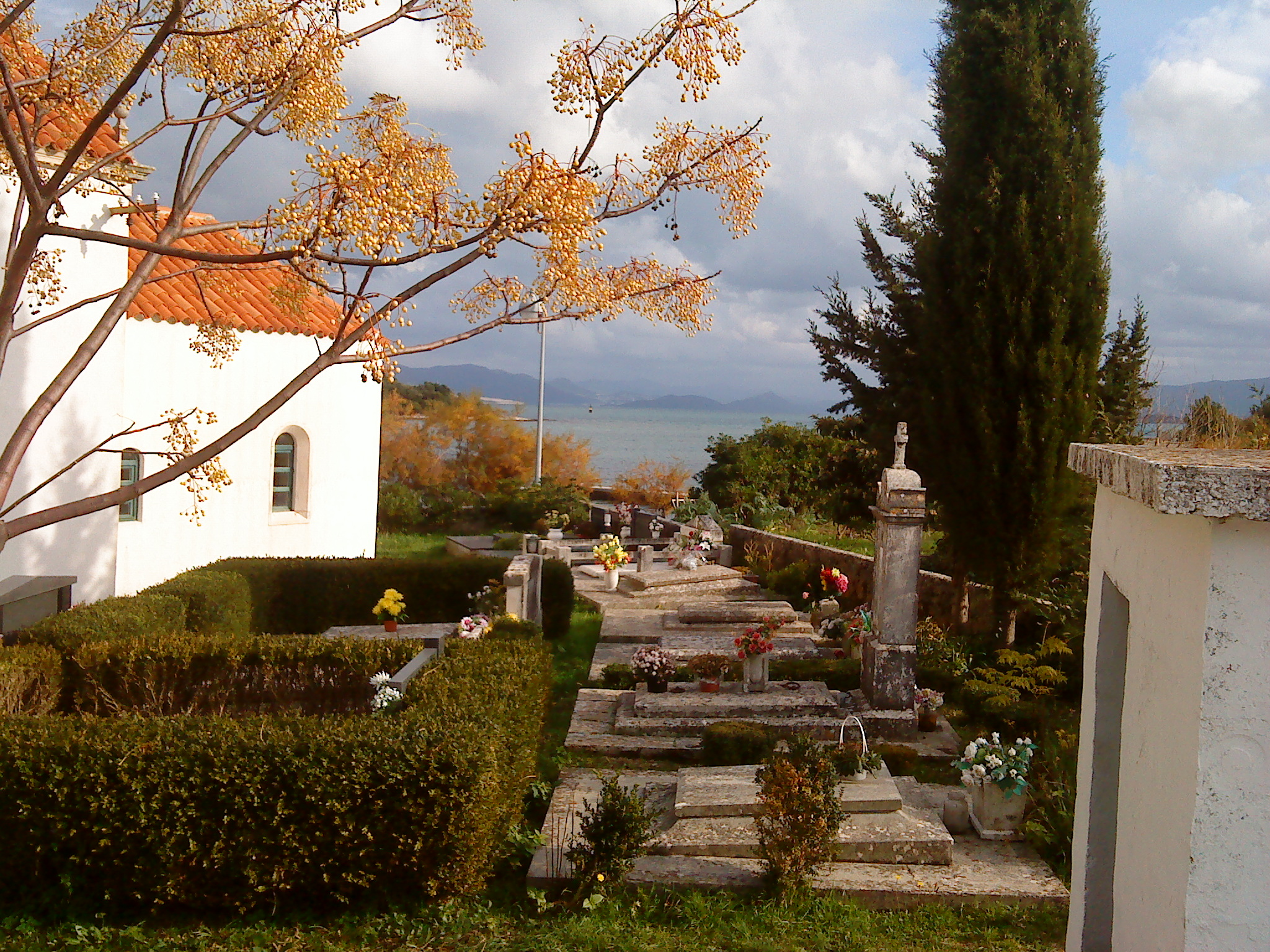
Římskokatolický hřbitov
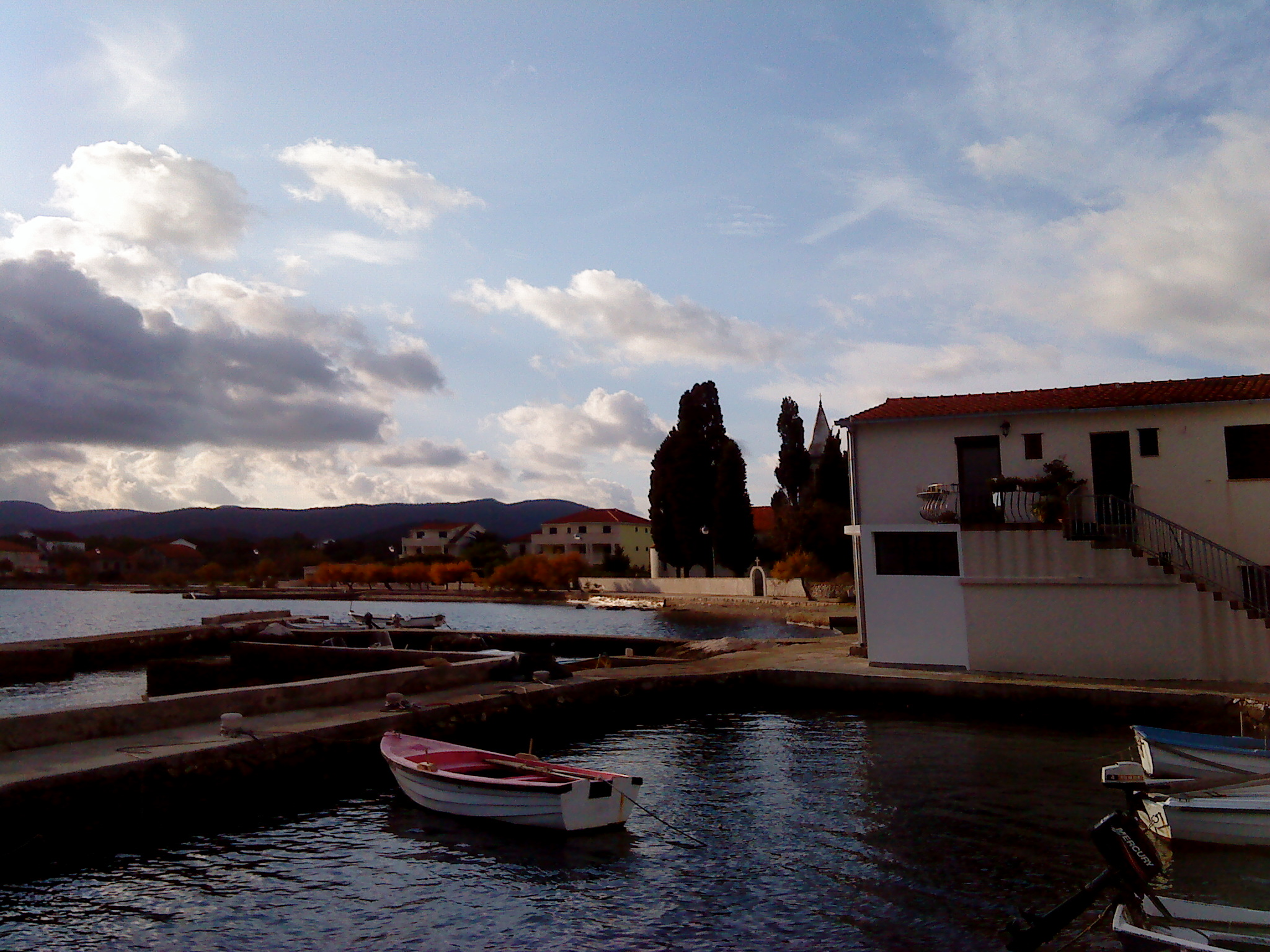
Přístav
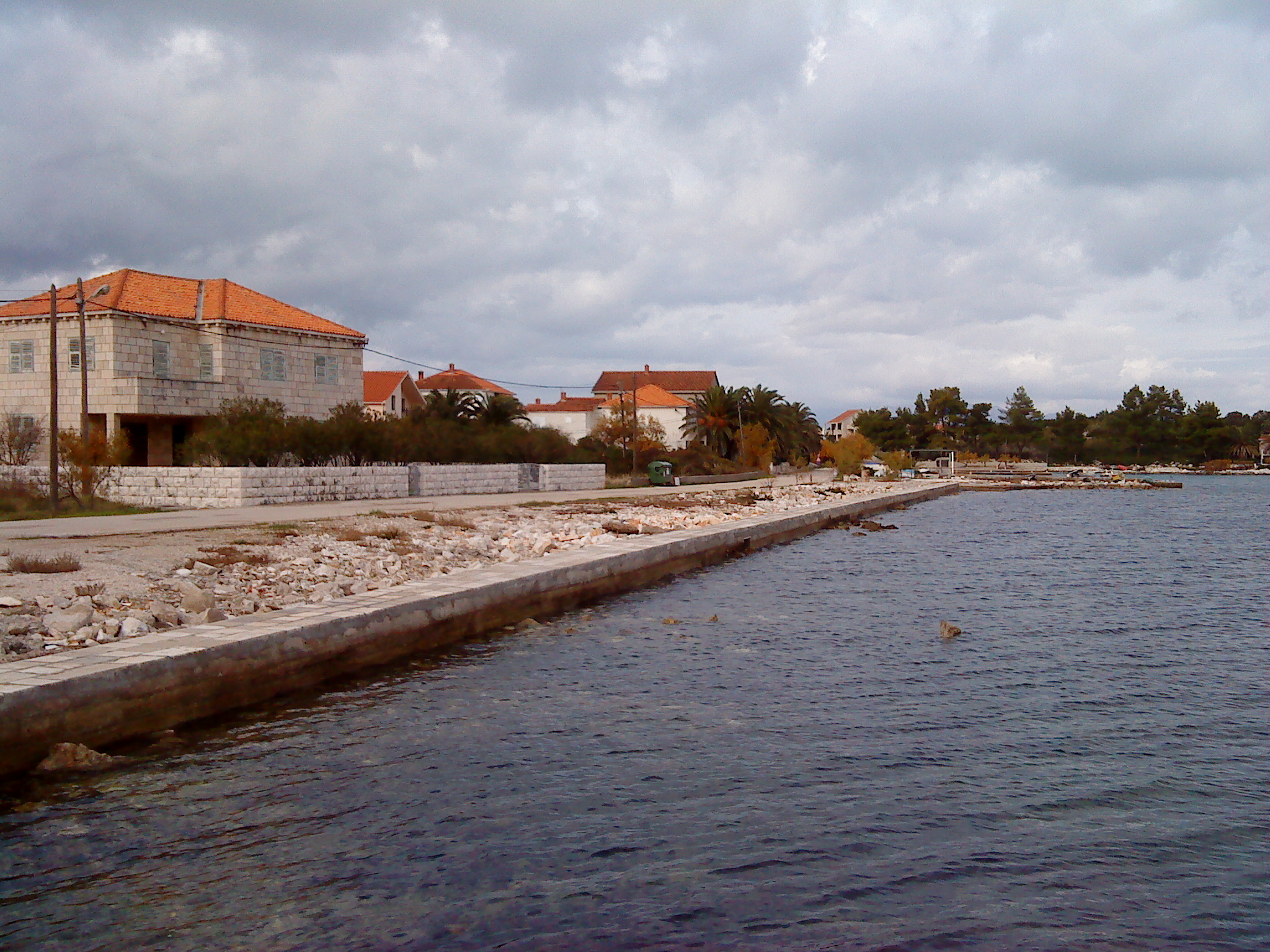
Nábřeží
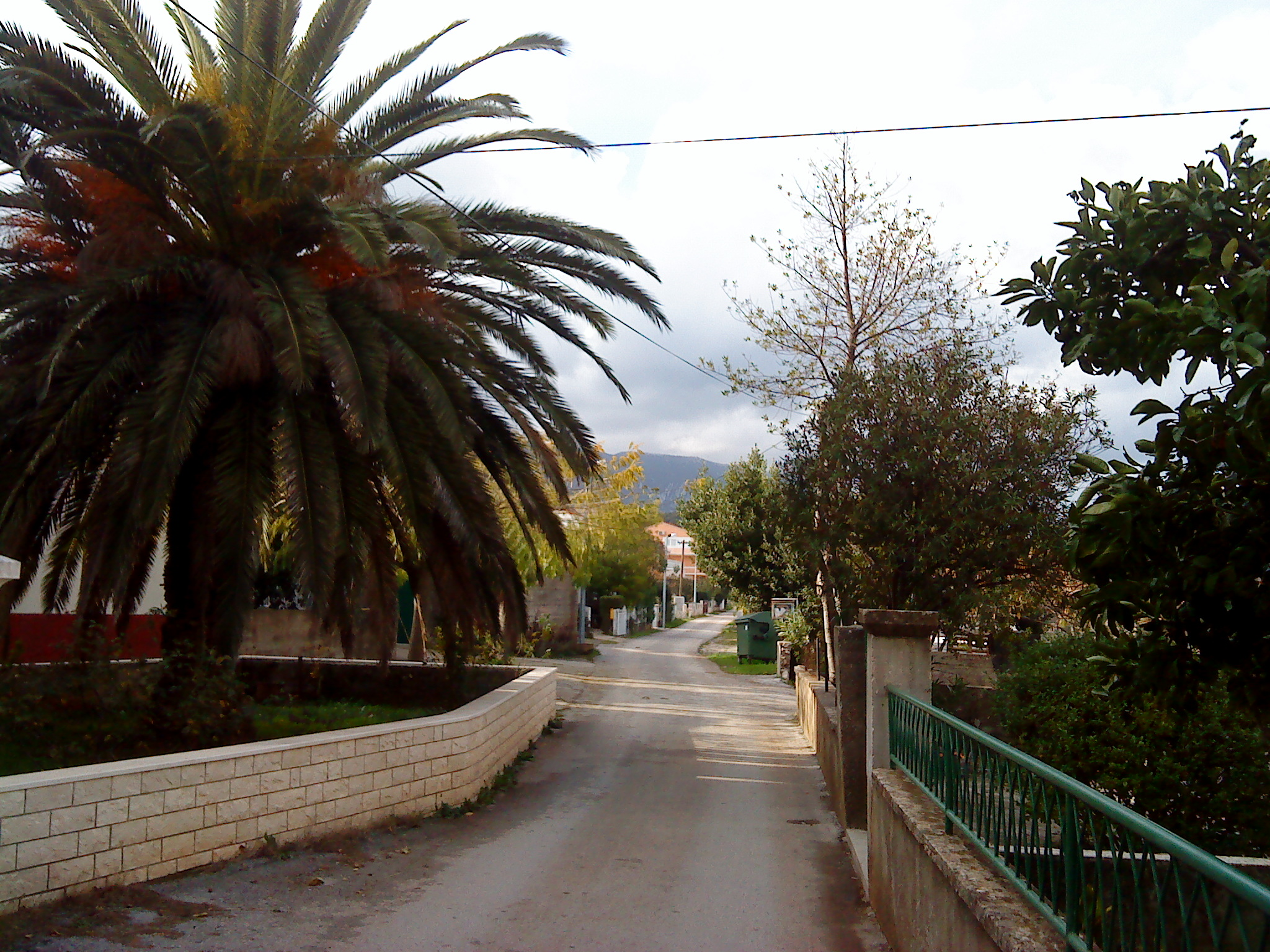
Ulice